# Calliprason costifer
Calliprason costifer är en skalbaggsart som först beskrevs av Thomas Broun 1886.  Calliprason costifer ingår i släktet Calliprason och familjen långhorningar. Inga underarter finns listade.